# Nicola Cucullo
Nicola Mario Cucullo (Chieti, 16 settembre 1930 – Guardiagrele, 19 luglio 2015) è stato un politico italiano, sindaco di Chieti dal 1993 al 2004.

## Biografia
Sin dal 1960 aderì al Movimento Sociale Italiano, ha svolto per diversi anni la professione di geometra.
Consigliere comunale del MSI dagli anni '80, venne eletto sindaco, alle prime elezioni dirette, il 6 dicembre 1993, quando la città era segnata da una dichiarazione di dissesto finanziario. 
Di ideologie riconducibili al fascismo, dopo lo scioglimento dell'MSI nel 1995 non aderì ad Alleanza Nazionale ma alla Fiamma Tricolore di Pino Rauti.
Il consiglio comunale lo sfiduciò prima della fine della consiliatura, ma fu rieletto sindaco nel 1997 e nel 2000, guidando complessivamente la città per undici anni consecutivi.
Nel 2011 aderisce a Forza Nuova, proponendo una candidatura a Sindaco per la città di Ortona, in Provincia di Chieti.
È morto il 19 luglio 2015 all'età di 84 anni. Presso la sala consiliare della Provincia di Chieti è stata allestita la camera ardente. Il 21 luglio si sono svolti i funerali presso la Cattedrale di San Giustino ed è stato indetto dal sindaco di Chieti Umberto Di Primio il lutto cittadino.